# Nguyễn Thế Khánh
Nguyễn Thế Khánh (1917 – 2014), là một sĩ quan cấp cao trong Quân đội nhân dân Việt Nam, hàm Trung tướng, là Giáo sư, Tiến sĩ, Thầy thuốc Nhân dân, nguyên Viện trưởng Bệnh viện Trung ương Quân đội 108.

## Thân thế và sự nghiệp
- Ông sinh ngày 19 tháng 6 năm 1919, quê tại Yên Bái, Ba Đình, Hà Nội.
- Trước Cách mạng tháng 8, ông tốt nghiệp Trường Y Hà Nội và được giữ lại làm giảng viên của Trường từ năm 1943 đến 1945
- Năm 1946 ông gia nhập Quân đội phụ trách các Viện Quân y ở Việt Bắc rồi làm giảng viên Trường Sĩ quan Quân y
- Từ năm 1955, ông giữ chức vụ Viện phó Viện Trung ương Quân đội 108
- Từ năm 1960 đến 1964, ông đi làm nghiên cứu sinh tại Liên Xô
- Từ năm 1965 đến năm 1987, ông lần lượt giữ các chức vụ Viện trưởng Bệnh viện Trung ương Quân đội 108, Chủ tịch Hội đồng bảo vệ sức khỏe Trung ương, Tổng Biên tập Báo Nội khoa Quân dân y
- Từ năm 1987, ông là chuyên viên cao cấp ngành  nội khoa
- Năm 2004, ông nghỉ hưu.Năm 2014, ông mất tại Hà Nội[1][2]
- Được phong hàm Thiếu tướng năm 1985, Trung tướng năm 1995
- Tiến sĩ (1964), Giáo sư (1980)

## Khen thưởng
- Huân chương Kháng chiến hạng Nhất
- Huân chương chiến công hạng Nhì
- Huân chương Chiến sĩ vẻ vang (hạng Nhất, Nhì, Ba)
- Huân chương Quân công hạng Nhất
- Huy chương 30 năm xây dựng Quân đội Cuba